# تود فولر (لاعب كرة قدم أمريكية)
تود فولر (بالإنجليزية: Todd Fowler)‏ هو لاعب كرة قدم أمريكية أمريكي، ولد في 9 يونيو 1962 في فان في الولايات المتحدة.

## وصلات خارجية
- تود فولر على موقع مرجع كرة القدم المحترفة.كوم (الإنجليزية)